# May Calamawy
May El Calamawy (arabul: مي القلماوي, Bahrein, 1986. október 28. –) egyiptomi–palesztin színésznő.
Legismertebb alakítása Layla El-Faouly a Holdlovag című sorozatban. Az Ramy című sorozatban is szerepelt.

## Fiatalkora
1986. október 28-án született Bahreinben egy egyiptomi apától, aki bankárként dolgozott és egy palesztin-jordániai anyától. Van egy bátyja. Főleg Bahreinben nevelkedett, de tizenkét éves kora előtt élt Dohában és Houstonban is. Gyermekkorában az 1992-es Jól áll neki a halál című film megtekintése inspirálta arra, hogy színésznő legyen.
Bahreinben végezte el a középiskolát, majd 17 évesen a Bostonba költözött, hogy ipari formatervezést tanuljon, mert az apja ezt kívánta tőle. Ezután öt évig Dubajban élt, mielőtt visszaköltözött az Egyesült Államokba, hogy színészi karriert folytasson.
Jelentkezett az Emerson College-ba, és azt mondta a szüleinek: "Ha felvesznek, akkor megyek." Felvették, és színháztudományi diplomát szerzett. A New York-i William Esper Stúdióban is tanult.

## Pályafutása
2009 és 2014 között rövidfilmekben szerepelt. 2013-ban a Djinn című filmben tűnt fel. 2017-ben a Hosszú út hazáig című sorozatban szerepelt. 2019-től a Ramy című sorozatban főszereplő. 2022-ben a Holdlovag című sorozatban szerepelt, mint Layla El-Faouly. 2023-ban a Holdlány és Ördögi Dinoszaurusz című sorozatban szinkronizált. 2024-ben a Gladiator 2. című filmben fog szerepelni.

## Magánélete
22 éves korában diagnosztizáltak nála autoimmun betegséget, az ugynevezett alopecia areatát. 2015 óta az Egyesült Államokban él.

## Filmográfia

### Filmek
| Év   | Magyar cím      | Eredeti cím            | Szerep        | Magyar hang |
| ---- | --------------- | ---------------------- | ------------- | ----------- |
| 2006 |                 | Thursday               | Kelly Spencer |             |
| 2007 |                 | Temperance             | Leila         |             |
| 2008 |                 | Santa Claus in Baghdad | Hala          |             |
| 2011 |                 | Hassad Al Möta         | Alagúti zombi |             |
| 2011 |                 | Paradise Falls         | Jenny         |             |
| 2012 |                 | A Genie Called Gin     | Lucy          |             |
| 2015 |                 | Djinn                  | Aisha         |             |
| 2017 |                 | Passerby               | Saba          |             |
| 2019 |                 | The Bed                | nő            |             |
| 2019 |                 | Saeed                  | Sue           |             |
| 2019 |                 | 1 Out of 30            | Fatimah       |             |
| 2021 | Együtt! Együtt? | Together Together      | Carly         |             |
| 2021 |                 | Meet Cute              | lány          |             |
| 2024 | Gladiator 2.    | Gladiator 2            |               |             |

### Televíziós szerepek
| Év    | Magyar cím                         | Eredeti cím                  | Szerep          | Megjegyzések                               |
| ----- | ---------------------------------- | ---------------------------- | --------------- | ------------------------------------------ |
| 2011  |                                    | Checking In                  | Raya            | 1 epizód                                   |
| 2017  | Az elnök embere                    | Madam Secretary              | Mona Alsnany    | 1 epizód                                   |
| 2017  |                                    | The Brave                    | Mina Bayoud     | 1 epizód                                   |
| 2017  | Hosszú út hazáig                   | The Long Road Home           | Faiza           | minisorozat                                |
| 2017  |                                    | BKPI                         | Ameena          | 1 epizód                                   |
| 2018  | FBI – New York különleges ügynökei | FBI                          | Nita Kayali     | 1 epizód                                   |
| 2019– |                                    | Ramy                         | Dena Hassan     | főszereplő                                 |
| 2022  | Holdlovag                          | Moon Knight                  | Layla El-Faouly | főszereplő magyar hangja Sipos Eszter Anna |
| 2022  | Marvel Studios: Betekintés         | Marvel Studios: Assembled    | önmaga          | 1 epizód                                   |
| 2023  | Holdlány és Ördögi Dinoszaurusz    | Moon Girl and Devil Dinosaur | Fawiza (hang)   | 1 epizód                                   |